# II (2 Unlimited)
II è un album di inediti del duo di musica dance olandese 2 Unlimited, pubblicato il 25 maggio 1998 dall'etichetta discografica Byte.
Si tratta del primo album realizzato dal gruppo nella sua seconda formazione, composta da due ragazze, Romy van Oojen e Marjon van Iwaarden.
Dall'album sono stati estratti i singoli Wanna Get Up, Edge of Heaven e Never Surrender, ma non ha ottenuto il successo di vendite dei dischi realizzati dalla precedente formazione, composta dal rapper Ray Slijngaard e dalla cantante Anita Doth. È stato prodotto, come i precedenti dischi del gruppo, da Jean-Paul DeCoster e Phil Wilde.

## Tracce
CD (Byte 0598100-2)
1. Wanna Get Up – 3:14 (Phil Wilde, Jean-Paul De Coster, Peter Bauwens, Steven Tracey)
2. Edge of Heaven – 4:14 (Phil Wilde, Jean-Paul De Coster, Xavier Clayton)
3. Never Surrender – 4:31 (Peter Bauwens, Steven Tracey, Phil Wilde)
4. Closer 2U – 5:14 (Peter Bauwens, Jean-Paul De Coster, Michael Leahy, Phil Wilde)
5. Back into the Groove – 4:00 (Peter Bauwens, Xavier Clayton, Jean-Paul De Coster, Phil Wilde)
6. Someone to Get There – 5:25 (Peter Bauwens, Jean-Paul De Coster, Steven Tracey, Phil Wilde)
7. I Am Ready – 3:19 (Jean-Paul De Coster, Steven Tracey, Marjon Van Iwaarden)
8. Move On Up – 4:37 (Jordens, Steven Tracey, Phil Wilde)
9. Let's Celebrate – 3:56 (Peter Bauwens, Jean-Paul De Coster, Steven Tracey, Phil Wilde)
10. Be Free Tonight – 3:50 (Xavier Clayton, Jean-Paul De Coster, Phil Wilde)
11. II Unlimited Megamix – 3:45 (Peter Bauwens, Xavier Clayton, Jean-Paul De Coster, Steven Tracey, Phil Wilde)

Durata totale: 46:05

## Classifica
| Classifica (1998) | Posizione raggiunta |
| ----------------- | ------------------- |
| Belgio (Fiandre)  | 23                  |
| Paesi Bassi       | 55                  |

## Formazione
- Romy van Oojen (voce)
- Marjon van Iwaarden (voce)